# Algoritmo astronómico
Os algoritmos astronómicos são algoritmos que são utilizados para calcular efemérides, calendários e posições (como nos casos da navegação astronómica e do Sistema de Navegação Global por Satélite). Um exemplo de um grande e complexo algoritmo é o que é utilizado para calcular a posição da Lua. Um exemplo simples é o do cálculo do dia juliano. 